# Penelopina nigra
O jacu-do-planalto (Penelopina nigra) é uma ave cracídea, a única espécie do género Penelopina.
Habita zonas de floresta húmida e montanhosa da América Central, podendo ser encontrada em El Salvador, Guatemala, Honduras, México, e Nicarágua. É uma espécie considerada vulnerável a extinção.